# Fryderyk I Heski
Fryderyk I Heski szw Fredrik I av Hessen (ur. 23 kwietnia 1676 w Kassel, Hesja-Kassel, zm. 25 marca 1751 w Sztokholmie) – książę małżonek Szwecji jako mąż królowej Ulryki Eleonory w latach 1718–1720, a od abdykacji żony w 1720 – król Szwecji. Landgraf heski na Kassel i Homburgu od 1730.

## Panowanie
Fryderyk I objął władzę królewską w Szwecji po swojej żonie Ulryce Eleonorze, która abdykowała na jego rzecz. Był władcą słabym i niezdolnym do sprzeciwu wobec szwedzkich możnowładców, zgrupowanych w "partii kapeluszy" (Hattpartiet). Kilkakrotnie próbował szantażować posłów groźbą abdykacji, jednak oni nie zgodzili się na poszerzenie władzy monarszej. W Hesji-Kassel reprezentował go jego młodszy brat Wilhelm VIII jako regent.
Za jego rządów doszło do podpisania pokoju w Nystad, kończącego III wojnę północną. Na mocy traktatu pokojowego Szwecja utraciła pozycję mocarstwa i oddała Karelię, Ingrię, Estonię i Inflanty pod panowanie Rosji.
Fryderyk był jedynym królem Szwecji z dynastii heskiej. Nie posiadał prawnych następców. Po jego śmierci tron szwedzki objął Adolf Fryderyk, przedstawiciel dynastii Holstein-Gottorp. Jego sukcesorem w Hesji został młodszy brat Wilhelm VIII. Największą zasługą Fryderyka I dla Szwecji było stworzenie w 1748 systemu orderowego z Orderem Serafina na czele, który bardzo sprawnie funkcjonował aż do zmiany konstytucji w 1975.

## Rodzina
Fryderyk był synem władcy Hesji Karola I (1654–1730) i Marii Amalii Kettler, księżniczki kurlandzkiej (1653–1711).
Jego dziadkami ze strony matki byli Jakub Kettler, książę Kurlandii w latach (1638–1682) i Ludwika Szarlotta, córka elektora brandenburskiego i księcia pruskiego Jerzego Wilhelma Hohenzollerna. Rodzicami jego ojca byli Wilhelm VI, landgraf heski na Kassel (1637–1663) i Jadwiga Zofia, córka Jerzego Wilhelma i siostra Ludwiki Szarlotty.

### Małżeństwa i potomstwo
Jego pierwszą żoną była Ludwika Dorota Zofia Brandenburska (1680-1705), którą poślubił 31 maja 1700. Po śmierci pierwszej żony Fryderyk ożenił się w 1715 z Ulryką Eleonorą Wittelsbach (1688–1741), córką króla Szwecji Karola XI (1655–1697).
Fryderyk nie posiadał potomstwa zarówno z pierwszego, jak i drugiego małżeństwa. Miał jednak trójkę nieślubnych dzieci, których matką była jego metresa Jadwiga Taube:
- Fryderyk Wilhelm von Hessenstein (1735–1808)
- Karol Edward von Hessenstein (1737–1769)
- Jadwiga Amalia (1743–1752)

## Odznaczenia
- 1. Wielki Mistrz Orderu Serafinów (fundator w 1748)[1]
- 1. Wielki Mistrz Orderu Gwiazdy Polarnej (fundator w 1748)[1]
- 1. Wielki Mistrz Orderu Miecza (fundator w 1748)[1]
- Order Słonia (1700, Dania)[1]
- Order Orła Czarnego (1705, Prusy)[1]